# Alotipo (inmunología)

El alotipo afecta la región constante (etiquetada CL y CH1-3 en el diagrama.)

En inmunología, el alotipo (del griego allo, tipo y typos, marca) es una variación de inmunoglobulina (además de la variación isotípica) que se puede encontrar entre las clases de anticuerpos y se manifiesta por la heterogeneidad de las inmunoglobulinas presentes en una sola especie de vertebrado. La estructura de la cadena polipeptídica de inmunoglobulina está dictada y controlada por el número de genes codificados en la línea germinal. Sin embargo, estos genes, tal como se descubrió por métodos serológicos y químicos, podrían ser altamente polimórficos. Este polimorfismo se proyecta posteriormente a la estructura general de aminoácidos de las cadenas de anticuerpos. Los epítopos polimórficos pueden estar presentes en regiones constantes de inmunoglobulina tanto en cadenas pesadas como ligeras, que difieren entre individuos o grupos étnicos y, en algunos casos, pueden presentarse como determinantes inmunogénicos. La exposición de individuos a un alotipo ajeno podría provocar una respuesta anti-alotipo y convertirse en causa de problemas, por ejemplo, en un paciente después de una transfusión de sangre o en una mujer embarazada. Sin embargo, es importante mencionar que no todas las variaciones en la secuencia de aminoácidos de las inmunoglobulinas se presentan como un determinante responsable de la respuesta inmune. Algunos de estos determinantes alotípicos pueden estar presentes en lugares que no están bien expuestos y, por lo tanto, difícilmente pueden discriminarse serológicamente. En otros casos, la variación en un isotipo puede compensarse con la presencia de este determinante en otro isotipo de anticuerpo en un individuo. Esto significa que el alotipo divergente de la cadena pesada del anticuerpo IgG puede equilibrarse con la presencia de este alotipo en la cadena pesada de, por ejemplo, el anticuerpo IgA y, por lo tanto, se denomina variante isoalotípica. Se descubrió un número especialmente grande de polimorfismos en las subclases de anticuerpos IgG. Los cuales fueron prácticamente utilizados en medicina forense y en pruebas de paternidad, antes de ser reemplazados por las modernas huellas dactilares de ADN.

## Nomenclatura de los alotipos humanos
Inicialmente, se utilizó un sistema alfabético y luego se sistematizó en un sistema numérico. Por ejemplo, el alotipo expresado en la región constante de la cadena pesada en IgG se designa con Gm, que significa 'marcador genético' junto con la subclase de IgG (IgG1 àG1m, IgG2 àG2m) y el número o letra del alotipo [G1m1/ G1m (a)]. Los polimorfismos dentro de IgA se denotan de la misma manera que A2m (por ejemplo,  A2m1/2) y polimorfismos de región constante de cadenas ligeras kappa como Km (por ejemplo, Km1). A pesar de que existen múltiples isotipos de cadena lambda conocidos, no se han informado polimorfismos serológicos de cadena lambda.
Todos estos alotipos se expresan en regiones constantes de la inmunoglobulina. Los genes responsables de codificar la estructura de las regiones constantes de las cadenas pesadas están estrechamente vinculados y, por lo tanto, se heredan juntos como un haplotipo con un bajo número de entrecruzamientos. Aunque ocurrieron algunos cruces durante la evolución humana, lo que resultó en la creación de haplotipos característicos de las poblaciones actuales y la importancia del sistema de alotipos en los estudios de población.

## Implicaciones para la terapia con anticuerpos monoclonales
Los alotipos de anticuerpos volvieron a ser el centro de atención debido al desarrollo y uso de terapias basadas en anticuerpos monoclonales. Estas glicoproteínas y proteínas humanas recombinantes ahora están bien establecidas en la práctica clínica, pero a veces conducen a efectos adversos tales como la generación de anticuerpos antiterapéuticos que anulan la terapia o incluso provocan reacciones graves a la terapia. Esta reacción puede atribuirse a diferencias entre los mismos tratamientos o puede surgir entre los mismos tratamientos producidos por diferentes empresas o incluso entre diferentes lotes producidos por la misma empresa. Para prevenir la producción de dichos anticuerpos antiterapéuticos todas las proteínas y glucoproteínas utilizadas clínicamente deben presentar el mismo alotipo que el producto natural del paciente, de esta manera se limita la presencia de "yo alterado" que representa un objetivo potencial para el sistema inmunitario. Si bien muchos parámetros relacionados con el proceso de desarrollo y fabricación que podrían predisponer a los anticuerpos monoclonales a causar una respuesta inmunitaria son bien conocidos y se toman las medidas adecuadas para monitorear y controlar estos efectos no deseados, las complicaciones relacionadas con la administración de anticuerpos monoclonales a poblaciones humanas genéticamente diversas están menos descritas. Los seres humanos exhiben una gran cantidad de genotipos y fenotipos; sin embargo, todas las inmunoglobulinas terapéuticas IgG actualmente autorizadas se desarrollan como una única forma alotípica/polimórfica. Los pacientes que son homocigotos para el fenotipo alternativo tienen, por lo tanto, un mayor riesgo de desarrollar una posible respuesta inmunitaria a la terapia.